# Abbaye de Volkenroda
L’abbaye de Volkenroda est une ancienne abbaye cistercienne, située en Thuringe non loin de Mühlhausen, construite au XIIe siècle, abandonnée et partiellement détruite durant les guerres de religion puis la guerre de Trente Ans, restaurée et occupée depuis 1994 par la Jesus-Bruderschaft (« fraternité de Jésus »), une communauté œcuménique.

## Histoire

### Moyen Âge
L'abbaye fut fondée sur les fondations d'un ancien château, en 1131, par des moines cisterciens venus de l'abbaye de Kamp. Après une vingtaine d'années de travaux, l'église fut consacrée en 1150. Grâce à de nombreux dons et achats, Volkenroda fut bientôt l'un des monastères les plus riches et les plus prestigieux de Thuringe, à partir duquel de nombreuses autres fondations essaimèrent, notamment l'abbaye de Waldsassen (1133), de Reifenstein (1162), de Loccum (de) (1163) et de Dobrilugk (de) (1165).
Jusqu'au XVe siècle, le monastère de Volkenroda abritait un grand nombre de moines et de frères convers. Mais, comme dans de nombreuses autres abbayes, le régime de la commende entraîna le déclin spirituel puis matériel de l'abbaye.

### Destructions
Au début du XVIe siècle, la prédication de Thomas Müntzer à Mühlhausen marqua le début de la guerre des paysans en 1525, durant laquelle le monastère subit de nombreux dommages. Il fut restauré à partir de 1540, mais à nouveau en partie détruit en 1641 durant la guerre de Trente Ans. Le monastère fut laissé en déshérence aux XVIIe et XVIIIe siècles ; en 1802, l'église fut partiellement reconstruite. Mais après la Première Guerre mondiale, les bâtiments du monastère servirent d'habitations : l'église était utilisée par la communauté luthérienne du village, jusqu'à sa fermeture en 1968 pour cause de délabrement.

### Aujourd'hui
En 1993 fut fondée l'association des « Amis de la reconstruction du monastère de Volkenroda ». En 1994, une communauté œcuménique d'origine luthérienne, la Fraternité de Jésus (Jesus-Bruderschaft) vint s'établir depuis le monastère de Gnadenthal. Elle y remet à l'honneur la vie communautaire, ouvre un centre de formation pour la jeunesse, pratique l'agriculture biologique, organise des séminaires sur l'écologie, des manifestations culturelles et artistiques, et bien sûr des temps de prière.

### Le Christus-Pavillon

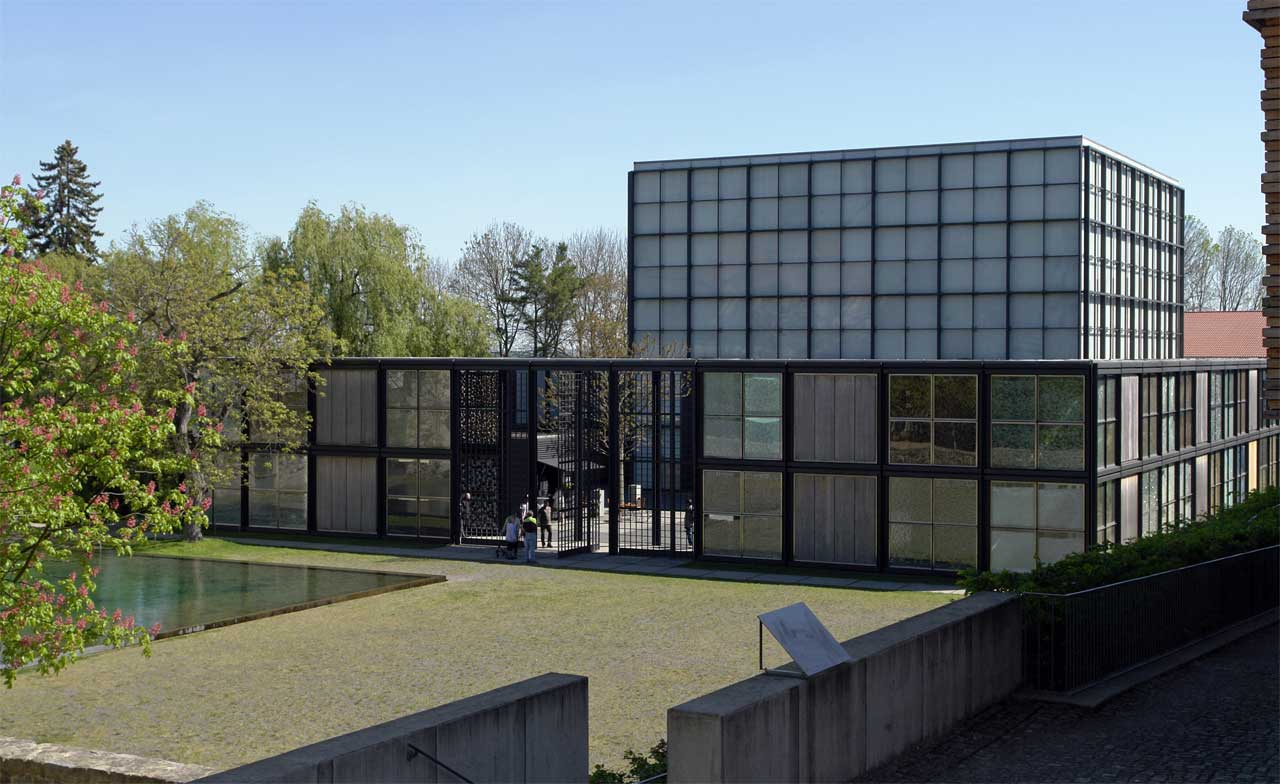
Le Pavillon du Christ, reconstruit en 2001 au monastère de Volkenroda.

Lors de l'Exposition universelle de 2000, à Hanovre, un pavillon chrétien œcuménique est construit, le Christus-Pavillon (de). À la fin de l'exposition, il est démonté et reconstruit dans le monastère de Volkenroda (en 2001), à l'ancien emplacement de la nef de l'église abbatiale.